# Congrégation du Saint-Sacrement
La congrégation du Saint-Sacrement (en latin : Congregatio Presbyterorum a Sanctissimo Sacramento) constitue une congrégation cléricale de droit pontifical.

## Historique
La congrégation est fondée à Paris, le 13 mai 1856, par Pierre-Julien Eymard. Elle est composée de prêtres, de religieux et de diacres et a pour but de promouvoir le culte eucharistique (communion fréquente, Adoration eucharistique et autres formes de dévotion). 
En 1858, le Père Eymard fonde également la congrégation des Servantes du Saint-Sacrement pour l'Adoration perpétuelle. 
Le 5 janvier 1859, la congrégation obtient un décret de louange. Le 8 mai 1863, le pape Pie IX approuve la congrégation. Sa constitution religieuse est définitivement approuvée par le Saint-Siège en 1895.
La congrégation se montre vite très active. En 1881, elle prend la direction de la Ligue eucharistique des prêtres, fondée deux ans auparavant par Marie de la Rousselière. Cette association incitait les prêtres à faire une heure  d'adoration eucharistique hebdomadaire. Elle essaime très vite en Europe puis aux États-Unis où Pierre-Joseph Hurth (1857-1935), futur évêque de Dacca, en est  l'un des premiers et des principaux promoteurs. 
Le fondateur, Pierre-Julien Eymard, est canonisé le 9 décembre 1962 par Jean XXIII.  
Deux autres causes sont en cours, celles de Lodovico Longari supérieur général de 1937 à 1949, déclaré vénérable par le pape François le 14 avril 2018 et celle du frère Jean Nadiani (1885-1940).

## Activités et diffusion
Le but de la congrégation du Saint-Sacrement est de promouvoir la dévotion de l'Eucharistie, leur apostolat se centre sur les œuvres liées à l'exercice du ministère eucharistique (culte liturgique, Adoration eucharistique, œuvres de charité). 
En 1886, la congrégation ouvre une maison à Rome (église Saints-Claude-et-André-des Bourguignons) donnant naissance à la province italienne qui est le moteur de l'internationalisation de la congrégation au XXe siècle (Brésil, Sénégal, Cameroun notamment), avec ensuite la province des États-Unis érigée en 1931 qui donne naissance aux missions d'Australie, des Philippines, de l'Inde et du Sri Lanka. Lors de son chapitre de 1887 à Paris, la congrégation, qui est présente en France et en Belgique, se tourne vers d'autres pays d'Europe puis vers les missions. 
Ils sont présents en : 
- Europe : France[5], Belgique, Autriche, Allemagne, Espagne, Grande-Bretagne, Irlande[6], Italie[7], Pays-Bas, Suisse.
- Amérique : Argentine, Brésil, Canada, États-Unis[8], Chili, Colombie, Pérou.
- Afrique : Cameroun, république du Congo, république démocratique du Congo, Mozambique, Ouganda, Sénégal.
- Asie : Inde, Philippines, Sri Lanka, Vietnam.
- Océanie : Australie.

La maison généralice est à Rome.
Au 31 décembre 2005, la congrégation comptait 134 maisons et 909 religieux dont 655 prêtres.
En 2012, la congrégation avaient 909 membres, dont 691 religieux - 7 évêques, 605 prêtres et diacres, et 79 frères -, 160 scolastiques et 58 novices.

## Source
- (it) Cet article est partiellement ou en totalité issu de l’article de Wikipédia en italien intitulé « Congregazione del Santissimo Sacramento » (voir la liste des auteurs).